# バリー・ギルバート
バリー・ギルバート (英語: Barrie Gilbert, 1937年6月5日 - 2020年1月30日)はアメリカの発明家、電子工学者。イギリス・イングランド・ボーンマス生まれ。世界中で100を超える特許を持ち、トランスリニア原理(en:Translinear circuit)の発見、アナログ回路概念を多数提案したことで知られている。
ギルバートセルと総称される種類の回路要素があるが, その名前は彼に因んだものである。
その一例は周波数変換器の核心部であるミキサであり, 現代のほとんどの無線通信機器で使われている。
似た形態で同期検波器として使われるものが1963年にハワード・ジョーンズ(Howard Jones)によって発明された。

## 経歴
ギルバートは1950年代、ミュラード勤務中に半導体デバイスへの関心を追求し、最初期のトランジスタ開発に取り組み、後に第一世代のプレーナIC開発を行った。サンプリングオシロに関するいくつかの先駆的な開発の後、オレゴン州ビーバートンにあるテクトロニクスで、半導体への興味を追求するため1964年にアメリカへ移住した。テクトロニクスで彼は、最初の電子リードアウトシステムや計測機器の開発を行った。1970年にイギリスへ戻り、プレッシー社の研究所でグループリーダーを務め、ホログラフィックメモリやOCRシステム、通信用ICの開発チームを率いた。1972年～1977年にかけて、新しいノンリニアIC設計を具現化するため、ビーバートンにあるアナログデバイセズにかけあった。HF帯の高周波ICやプロセス開発を追求するため、1977年に再びアメリカのテクトロニクスへ渡った。
1979年アナログデバイセズは、彼をアナログデバイセズ最初のフェローとして会社に再加入するよう説得し、彼に最初の分離した開発センターをオレゴンの地に作らせた。このセンターは後に発展して北東研究所(Northwest Labs)となった。
アナログデバイゼスは、2020年2月4日付けのMicrowave Journal上で、彼が亡くなったことを発表した。

## 受賞歴
1984年、IEEEのライフ・フェローとなった。組み合わせ論理回路への先駆的な業績によってIEEE優秀功績賞“Outstanding Achievement Award”(1970) 、後にIEEE半導体回路協議会から優秀開発賞“Outstanding Development Award”(1986)を受賞した。オレゴンで研究員をしていた1990年には非線形アナログ信号処理回路への貢献によって、IEEE半導体回路賞(en:IEEE Donald O. Pederson Award in Solid-State Circuits)(1992)を受賞した。IEEE半導体カンファレンス優秀論文賞を5度受賞し、オレゴン州立大学から名誉博士号を授与された。2009年、全米技術アカデミー会員メンバーに選出された。